# Setodes forcipatus
Setodes forcipatus är en nattsländeart som beskrevs av Douglas E. Kimmins 1963. Setodes forcipatus ingår i släktet Setodes och familjen långhornssländor. Inga underarter finns listade i Catalogue of Life.